# Bút thuận

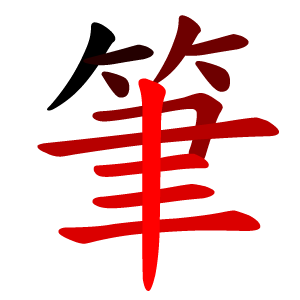
Thứ tự nét bút với chữ Bút 筆 được thể hiện với các nét màu đen trước rồi chuyển dần sang màu đỏ

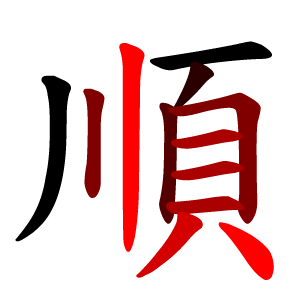
Bút thuận với từng thành phần của chữ Thuận 順 (Xuyên 川 và Hiệt 頁) với thứ tự nét bút chuyển dân từ đen sang đỏ

Bút thuận (筆順) chỉ thứ tự nét trước sau khi viết một chữ Hán hoặc các hệ thống chữ viết khác phái sinh từ chữ Hán. Nét bút là hoạt động di chuyển của bút (hoặc phấn, vân vân) trên giấy (hoặc bảng, vân vân).
Hán tự được sử dụng ở nhiều dạng thức khác nhau trong các văn bản tiếng Trung, tiếng Nhật, tiếng Triều Tiên và trước đây là tiếng Việt. Phương pháp bút thuận cũng được gắn với các loại chữ tượng hình khác như chữ hình nêm.

## Quy tắc cơ bản
Chữ Hán về bản chất là các chữ biểu ý và được vẽ bởi các nét bút trải qua hàng thiên niên kỷ các quy tắc cơ bản được đúc kết và phát triển theo thông lệ.
Mặc dù vẫn có những khác biệt nhỏ giữa cách viết Hán tự ở các nước, nhưng nguyên lý chung vẫn như nhau, đó là chữ được viết phải nhanh gọn, tay ít di chuyển nhưng lại viết được nhiều nét bút nhất. Bút thuận giúp cải thiện tốc độ viết chữ, dễ nhìn và dễ đọc. Ý niệm này có phần nào đúng khi mà trong quá trình học chữ Hán, chữ mới sẽ càng ngày càng phức tạp hơn. Do phương pháp bút thuận cũng góp phần hỗ trợ việc học và ghi nhớ chữ Hán, người học thường được dạy về nó và khuyến khích tuân theo từ những ngày đầu tiếp xúc với Hán tự.
Vĩnh tự bát pháp (永字八法) sử dụng chữ Vĩnh 永 để hướng dẫn tám quy tắc cơ bản nhất khi viết khải thư.
Quy tắc bút thuận cơ bản gồm có: từ trên xuống dưới, từ trái qua phải, ngang trước sổ sau, phẩy trước mác sau, nét ngang dưới cùng viết sau, nét sổ dọc xuyên qua các nét ngang viết sau cùng, từ ngoài vào trong, vào trước đóng sau, giữa trước hai bên sau, các bộ 辶 (sước), 廴 (dẫn), 凵 (khảm) viết sau cùng,...
Tuy nhiên, cũng có các trường hợp bất quy tắc.

## Bút thuận thông thường
Dưới đây là một số chữ Hán mà người viết ở bất cứ khu vực nào cũng đều viết với thứ tự nét bút như nhau, có thể được xem là bút thuận thông thường.

Từ trái qua phải
Từ trên xuống dưới
Từ trên xuống dưới, từ trái qua phải
Ngang trước, sổ sau
Nét ngang dưới cùng viết sau
Nét sổ xuyên qua nhiều nét khác viết sau cùng
Nét hất viết sau
Khi nét sổ biến thành nét phẩy, viết sau cả nét hất
Phẩy trước mác sau
Ngang trước sổ sau, phẩy trước mác sau
Ngoài trước trong sau
Đóng khẩu cuối cùng
Ngoài trước trong sau rồi đóng khẩu
Giữa trước, hai bên sau
辶, 廴 viết sau cùng
凵 viết sau cùng

Trong một số trường hợp, tự dạng chữ Hán có chút khác biệt khi nó được sử dụng làm một chữ độc lập so với khi xuất hiện với tư cách bộ thủ. Khi đó, nét bút cũng khác biệt:
| Là một chữ độc lập: ngang trước sổ sau, nét sổ xuyên qua nhiều nét khác viết sau cùng. |
| Trong tư cách là bộ thủ, nét ngang biến thành nét hất và được viết sau cùng.           |

## Khác biệt với bút thuận
Do những khác biệt trong tập quán địa phương hoặc trường phái thư pháp mà có một số chữ có sai khác trong bút thuận.
Do đó, không có một phương pháp bút thuận tuyệt đối, chính xác và thống nhất đối với mọi chữ Hán. Ngược lại, bút thuận chỉ có tính tương đối chính xác theo khu vực và theo từng thời điểm.
Dưới đây là bút thuận cho những chữ như vậy.

### Khác biệt giữa các trường phái thư pháp
Do có những điểm khác biệt giữa các trường phái thư pháp, những chữ dưới đây có thứ tự nét bút khác nhau:

#### Chữ 方 (phương)
| Thư pháp truyền thống (Quy tắc: chiết trước phẩy sau). |
| Cách viết biến dạng (Quy tắc: phẩy trước chiết sau).   |

#### Chữ 門 (môn)
| Thư pháp truyền thống（Quy tắc：từ trái qua phải, sổ trước chiết sau). |
| Cách viết biến dạng（Quy tắc：chiết trước sổ sau),                     |

#### Chữ 门 (môn)
| Thư pháp truyền thống（Quy tắc：từ trái qua phải, sổ trước điểm sau), nguồn gốc từ lối viết thảo của chữ (門). |
| Phương pháp giản thể (Quy tắc: điểm trước sổ sau).                                                             |

### Khác biệt vùng miền
Vì cách viết các thể chữ hoặc thứ tự nét của Thư pháp Đông Á không cùng thời, bút thuận có thể có chút khác biệt.
Chữ Hán Đài Loan hiện đại, Nhật Bản và Hàn Quốc, Trung Quốc đại lục hiện đại (Chữ Hán giản thể từ 1956 về sau) đều có quy định bút thuận riêng biệt. Đài Loan, Hồng Kông là "điểm (chấm), hoành (ngang), trực (dọc), phách (phẩy), mác (xiên)". Trung Quốc đại lục là "Hoành (ngang), thụ (dọc), phách (phẩy), điểm (chấm), chiết (gãy/cong)". Cùng một chữ Hán, có thể có nhiều cách viết khác nhau. Dưới đây là một vài ví dụ.

#### Chữ 戈 (qua)
| Bút thuận của Đài Loan（Quy tắc：từ trên xuống dưới).                                         |
| Bút thuận của Trung Quốc đại lục, Hồng Kông, Ma Cau, Nhật Bản（Quy tắc：phẩy trước điểm sau） |

#### Chữ 王 (vương), 玉 (ngọc), 主 (chủ), 生 (sinh), 青 (thanh), 麦 (mạch), 隹 (chuy)
| Bút thuận của Trung Quốc đại lục, Đài Loan, Ma Cau（Quy tắc：ngang trước dọc sau, nét ngang cuối viết sau cùng).                                      |
| Bút thuận của Nhật Bản（Quy tắc：nét ngang trên đầu trước, sau đó đến nét dọc, cuối cùng là những nét ngang còn lại), cũng là cách viết truyền thống. |

#### Chữ 田 (điền), 由 (do), 角 (giác)
| Bút thuận của Trung Quốc đại lục, Đài Loan, Hồng Kông, Ma Cau （Quy tắc：ngang trước dọc sau, nét ngang dưới cùng viết sau). |
| Bút thuận của Nhật Bản（Quy tắc：dọc trước ngang sau), cũng là cách viết truyền thống.                                       |

Chú ý：Các chữ 甲 (giáp), 申 (thân), 用 (dụng), 甪 (lục), 角 (giác), 甫 (phủ), 羊 (dương), 丰 (phong): nét thẳng ở giữa xuyên thẳng xuống dưới, bất luận cổ kim hay trong ngoài Trung Quốc, nét thẳng giữa này đều là nét sau cùng. Đây là quy tắc bất biến.

#### Chữ 有 (hữu), 右 (hữu)
| Bút thuận của Trung Quốc đại lục, Đài Loan, Hồng Kông, Ma Cau （Quy tắc：ngang trước phẩy sau) |
| Bút thuận của Nhật Bản（Quy tắc：phẩy trước ngang sau), cũng là cách viết truyền thống.        |

Chú ý：chữ 有 (hữu), 右 (hữu) hai nét đầu có nguồn gốc từ chữ 又 (hựu) trong cổ văn，do đó bút thuận truyền thống và bút thuận của Nhật Bản là như vậy. Nhưng chữ 左 (tả) hai nét đầu có nguồn gốc từ chữ 𠂇 trong cổ văn, bất luận cổ kim hay trong ngoài Trung Quốc.

#### Chữ 皮 (bì)
| Bút thuận của Trung Quốc đại lục, Đài Loan, Hồng Kông, Ma Cau（Quy tắc：chiết trước phẩy sau). |
| Bút thuận của Nhật Bản（Quy tắc：phẩy trước chiết sau), cũng là cách viết truyền thống.        |

### Khác biệt giữa các trường phái và khu vực
Có vài từ tuỳ theo trường phái thư pháp khác nhau, quy định khu vực khác nhau mà bút thuận đều có sự khác biệt, ví dụ như:

#### Chữ 必 (tất)
| Bút thuận thư pháp truyền thống，như "Thiên tự văn" của Âu Dương Tuần, "Lạc nghị nghị" của Vương Hy Chi.                                    |
| Bút thuận của Nhật Bản, cũng là cách viết truyền thống, "Thiếp mừng năm mới" của Tô Thức, "Bảng tuyên thị" của Chung Dao cũng theo lối này. |
| Bút thuận của Trung Quốc đại lục, "Kích lộ mã hồ ký" của Đổng Kỳ Xương cũng theo lối này.                                                   |
| Một loại bút thuận khác, như "Thư tuyệt giao cùng Sơn Cự Nguyên" của Triệu Mạnh Phủ.                                                        |
| Bút thuận của Đài Loan, Hồng Kông. |

#### Chữ 艹 (thảo)
| Bút thuận của Đài Loan.                                                                     |
| Bút thuận của Hồng Kông, "Lan đình tự", "Kim cương kinh" của Vương Hy Chi đều theo lối này. |
| Một loại bút thuận thư pháp                                                                 |
| Một loại bút thuận thư pháp khác                                                            |
| Một loại bút thuận thư pháp khác                                                            |

#### Chữ 臣 (thần), 區 (âu, khu), 叵 (phả), 医 (y), 匿 (nặc)
| Quy định hiện nay của Trung Quốc đại lục, Đài Loan, Hồng Kông: nét 𠃊 chiếu theo bộ 辶, 廴, được viết sau cùng. |
| Bút thuận thư pháp truyền thống, tách nét 𠃊 ra, cũng là bút thuận thịnh hành Nhật Bản.                         |
| Một loại bút thuận thư pháp khác, cũng tách nét 𠃊 ra.                                                          |
| Phương pháp hiện đại, từ ngoài vào trong.                                                                       |